# Talsint
Talsint (en berbère : Talsint, en arabe : تالسينت) est une commune rurale de la province de Figuig, dans la région de l'Oriental, au Maroc. Elle a pour chef-lieu une ville du même nom.

## Géographie
La commune de Talsint, d'une superficie d'environ 3 700 km2, se situe au sud-ouest de la province de Figuig, aux abords de la région de Fès-Boulemane. Elle est limitée par les communes de Boumerieme, Bouchaouene, Bouanane et Bni Tadjite.

## Population

### Démographie
De 1994 à 2004, la commune de Talsint est passée de 12 696 à 14 651 habitants, et son centre urbain de 3 053 à 7 098 habitants.

### Groupes ethniques
Les habitants font partie des tribus des Aït Hamou Ousad, des Aït Hadou Belahsen, des Belboul, des Aït Saïd Oulahsen, des Aït Ali Ousaid et des El Bour.